# Актогайська селищна адміністрація
Актога́йська селищна адміністрація (каз. Ақтоғай кенттік әкімдігі, рос. Актогайская поселковая администрация) — адміністративна одиниця у складі Аягозького району Абайської області Казахстану. Адміністративний центр — селище Актогай.
Населення — 5195 осіб (2021; 6251 у 2009, 5031 у 1999, 5846 у 1989).
Станом на 1989 рік існувала Актогайська селищна рада (смт Актогай) колишнього Таскескенського району.